# Puente del Estrecho de Mesina

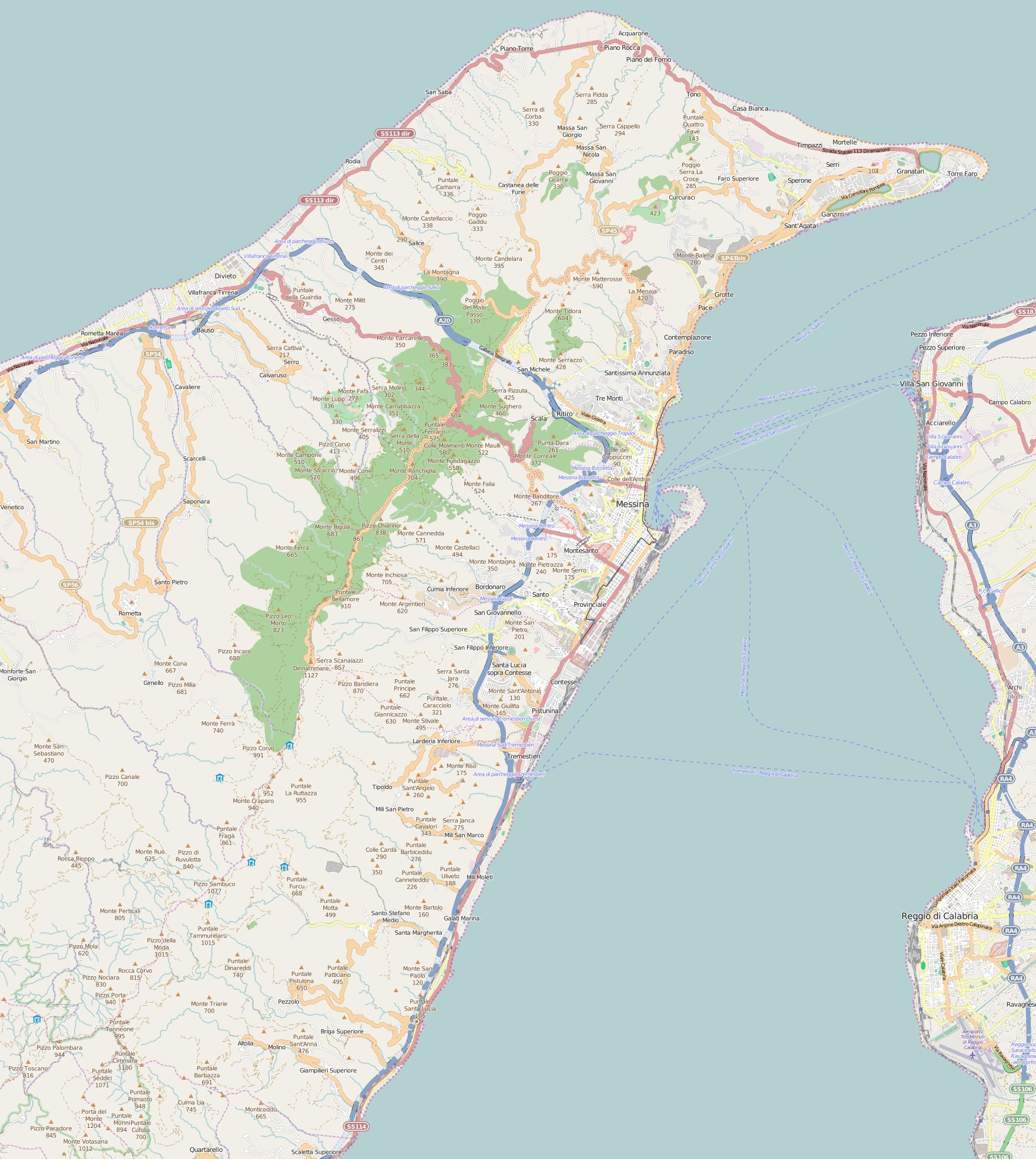
El estrecho de Mesina, Italia

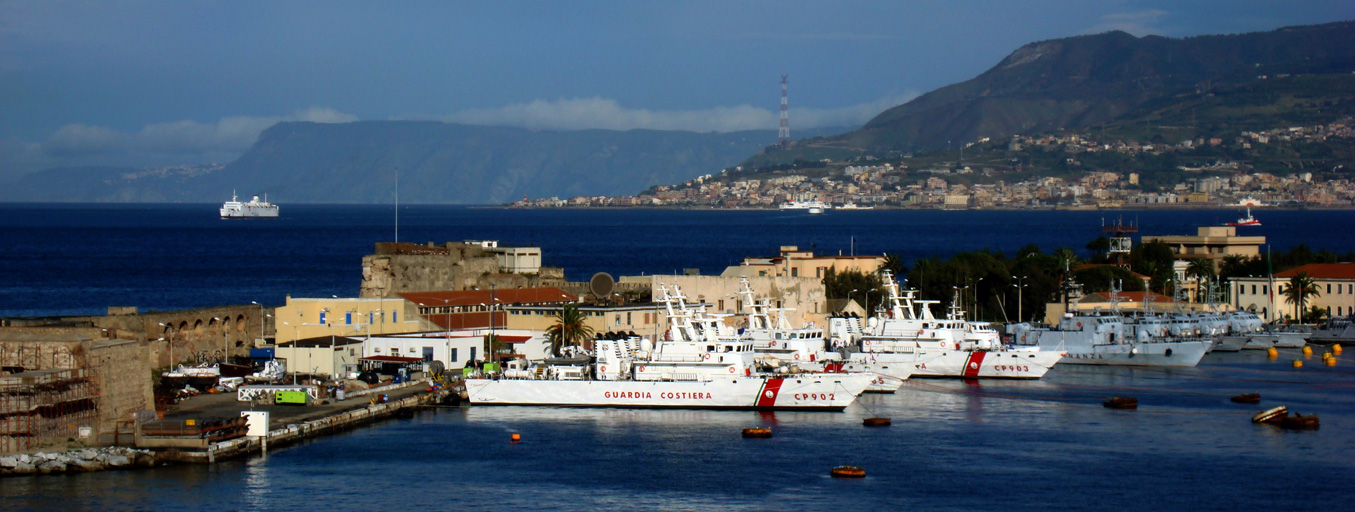
Vista desde el puerto de Mesina hacia la punta de la bota de Italia.

El puente del Estrecho de Mesina es un proyecto italiano de puente colgante planeado con la intención de  cruzar el estrecho de Mesina, una estrecha sección de agua entre la parte más al este de Sicilia y la parte más sureña de la península itálica. Se esperaba que empezara en 2006 y que estuviera completada en 2011. En febrero del 2013 el proyecto fue abandonado. La idea de su construcción ha estado presente desde los tiempos de los antiguos romanos y sería una alternativa más eficaz y eficiente al servicio de transbordadores entre Mesina (Sicilia) y la península itálica, en Villa San Giovanni en Calabria; y el servicio de hidroala desde Mesina a Reggio de Calabria.
Con la emisión del decreto legislativo de 31 de marzo de 2023, n. 35, luego convertido con modificaciones por ley de 26 de mayo de 2023, n. 58, el 16 de marzo de 2023 el gobierno Meloni reinició el proceso  destinado a completar la obra y una serie de infraestructuras relacionadas con un coste total estimado de 10 mil millones de euros. Según WeBuild, el coste rondará los 11 mil millones, divididos en 4,5 mil millones (40%) para el puente en sí, 5,3 mil millones (50%) para las obras de conexión funcional al puente y 1,1 mil millones (10%) para otras conexiones como obras no directamente funcionales al puente y obras de mitigación ambiental.

## Plan de 2006 y término del contrato
El plan 2006 contenía un puente colgante de un vano principal de 3,3 km. Esto haría el vano un 60% más largo que el del Gran Puente del Estrecho de Akashi en Japón, que actualmente es el puente con mayor vano en el mundo, con 1991 m.
El plan contemplaba también seis carriles de tráfico (dos carriles normales y uno de emergencia en cada sentido), dos raíles de tren, y dos vías peatonales. Para mantener una apertura vertical mínima para navegación de 65 m, la altura de las torres será de 382,6 m. Serían más altas que la mayor del Viaducto de Millau en Francia, que actualmente es el puente con las pilonas más altas del mundo. El sistema de colgado del puente apoyaría en dos pares de cables de acero, cada uno con un diámetro de 1,24 m y un largo total, entre anclajes, de 5,3 km.
El diseño incluye 20,3 km de enlaces por carretera y 19,8 de tren para el puente. En la península, el puente conectaría con la autovía Salerno-Reggio Calabria (A3) y a la planeada autopista de alta velocidad Nápoles-Reggio Calabria; sobre el lado siciliano, a las autovías Mesina-Catania (A18) y Mesina-Palermo (A20) y con la estación nueva Mesina, a construirse por la Red Ferroviaria Italiana.
En 2005 se eligió un consorcio de construcción, que comenzaría las obras en la segunda mitad de 2006. La finalización del proyecto duraría seis años, y el presupuesto calculado era de 4600 millones de euros. Sin embargo, el proyecto se suspendió y se retomó en 2008 aunque las obras avanzaron muy poco, hasta que en 2013 se dio definitivamente por abandonado al decaer el contrato.

## Relanzamiento del proyecto
A fines de septiembre de 2016 el primer ministro italiano Matteo Renzi anunció ante un grupo de empresarios en Milán que el gobierno retomaría el proyecto, el cual tendría un coste no menor a 8.600 millones de euros, buscando con esa inversión incentivar el empleo en las zonas de Sicilia y Calabria.

## Características técnicas
- Puente colgante clásico
- Longitud total: 3660 m
- Vano principal: 3,3 km
- Anchura: 65-76 m
- Altura de los pilones: 399 m
- Capacidad: 6000 coches/h, 200 trenes/d

## Controversia e intereses
Hay interés sobre el papel de las mafias locales. Se teme que éstos obtengan monopolios en los contratos de construcción intimidando a los competidores y sobornando a las autoridades locales para que sobrecarguen el presupuesto y así obtener cuantiosos beneficios.
Otro interrogante sobre el puente es si es una infraestructura prioritaria, ya que algunas localidades de Sicilia no tienen todavía agua corriente, y sus habitantes piensan que el dinero del puente podía haberse gastado en mejorar esa infraestructura.
Otra cuestión es sobre si en un futuro el puente podría quedar infrautilizado debido al supuesto que la Base Aérea de Sigonella, de la OTAN, se convierta en un aeropuerto civil. Esto podría servir para exportar verduras al norte de Europa. Bajo este supuesto, con una renovación de las infraestructuras permitiría usar el servicio de ferris actual. Actualmente los camiones para acceder al Ferry en Calabria usan calles muy estrechas y esto provoca grandes atascos.
Finalmente hay quien se queja de que provocará un grave impacto ambiental y paisajístico, además de si es lo suficientemente resistente antiterremotos, ya que estos no son raros en la zona, si bien estas dudas suelen ser poco fundadas, y son típicas de los grandes proyectos.